# Aline Schneider
Aline Schneider (Novo Hamburgo) é uma jornalista brasileira. Foi a apresentadora titular do bloco local do Hoje em Dia, da RecordTV, juntamente com o apresentador Luciano Fechner.

## Trajetória
Em 2009, foi uma das premiadas do Prêmio Jornalismo Ministério Público do Rio Grande do Sul pela reportagem “Transformando caça-níqueis”, exibida em 10 de julho daquele ano na TV Record do Rio Grande do Sul, tratando da transformação das máquinas de jogos em diversos utensílios e objetos de decoração.
Antes de ser contratada pela emissora onde já apresentou diversas atrações como Rio Grande no Ar, Direto da Redação, Record News Sul entre outros, Aline trabalhou na RBS TV e na TVCOM, onde fazia a previsão do tempo. Foi também repórter da TV Unisinos e de programas locais da Igreja Universal do Reino de Deus.
Em 2015, Aline deixou a RecordTV. Desde então, atua nas áreas de planejamento de marketing e assessoria de imprensa.
Em 2020, já durante a pandemia de COVID-19, foi contratada pelo SBT RS. Aline estreou em reportagens do SBT Rio Grande  em 23 de junho daquele ano.